# Sơn Qui
Sơn Qui (còn được viết là Sơn Quy) là một phường thuộc tỉnh Đồng Tháp, Việt Nam.

## Địa lý
Phường Sơn Qui có vị trí địa lý:
- Phía đông giáp xã Tân Đông.
- Phía tây giáp phường Bình Xuân
- Phía nam giáp phường Long Thuận.
- Phía bắc giáp tỉnh Tây Ninh.

Phường Sơn Qui có diện tích 48,96 km², dân số năm 2025 là 46.507 người, mật độ dân số đạt 949 người/km².

## Lịch sử
Ngày 16 tháng 6 năm 2025, Ủy ban Thường vụ Quốc hội ban hành Nghị quyết số 1663/NQ-UBTVQH15 về việc sắp xếp các đơn vị hành chính cấp xã của tỉnh Đồng Tháp năm 2025. Theo đó, sắp xếp toàn bộ diện tích tự nhiên, quy mô dân số của phường Long Hưng và các xã Tân Trung, Bình Đông thành phường mới có tên gọi là phường Sơn Qui.
Sau khi sáp nhập, phường Sơn Qui có 48,96 km² diện tích tự nhiên và dân số 46.507 người.